# كولن دوغلاس
كولن دوغلاس (بالإنجليزية: Colin Douglas)‏ (9 سبتمبر 1962 في المملكة المتحدة - ) هو لاعب كرة قدم بريطاني في مركز الدفاع. لعب مع نادي دونكاستر روفرز ونادي روذرهام يونايتد ونادي سلتيك وArmthorpe Welfare F.C. ‏ وبريدلينغتون تاون ‏ وHatfield Main F.C. ‏.